# Бацанія тризубчаста
Бацанія тризубчаста (Bazzania tricrenata) — вид печіночників порядку юнгерманіальних (Jungermanniales).

## Поширення
Батьківщиною є Європа, Азія, Північна Америка.
Bazzania tricrenata росте на вологих, вільних від вапна каменях, на сирому гумусі або, рідше, на гнилій деревині.

## Характеристика
Середні та великі рослини, що утворюють коричнево-зелені килимки, мають роздвоєні гілки, від висхідних до прямовисних, сплощені до опуклих, шириною 1,5 міліметра та довжиною до 7 сантиметрів. Трикутні бічні листи, які перекривають одне одного, як черепиця, трохи більші в довжину, ніж у ширину, і зазвичай мають 3 зубці приблизно однакового розміру на кінчику листа, який часто загнутий донизу. Нижні листки більші в ширину, ніж у довжину, приблизно вдвічі ширші за стебло, і цілі або зубчасті. Як і в інших видів Bazzania, батогоподібні джгутики виходять з нижньої сторони стебла. Клітини пластинки мають розмір приблизно від 25 до 35 мкм в середині листка, не мають кутових потовщень або мають слабке потовщення та від 2 до 4 масляних тілець на клітину. Вид дводомний. Спорогони зустрічаються дуже рідко. Розмір сосочкових спор 18–20 мкм.